# Lista okrętów wsparcia Royal Navy
Lista okrętów wsparcia (ang. support ships) Royal Navy. Obecnie nie ma w służbie żadnego tej klasy okrętu. Podczas I wojny światowej przestarzałe hulki i krążowniki były często używane do wsparcia i jako okręty-bazy. Wiele komercyjnych statków zostało przejętych przez rząd z przeznaczeniem do takiej służby. Pierwszy okręt zbudowany specjalnie w tym celu to "Medway" w roku 1928. Przerobione okręty mają datę przeróbki obok nazwy.

## Okręty
(lista jest niekompletna)
- "Medway" (1928) - okręt - baza okrętów podwodnych
- "Resource" (1928) - okręt naprawczy floty
- "Woolwich" (1934) - okręt - baza niszczycieli
- typ "Maidstone" - okręty - bazy okrętów podwodnych
  - "Maidstone" (1937)
  - "Forth" (1938)
- typ "Tyne" - okręt - baza niszczycieli 
  - "Tyne" (1940)
  - "Hecla" (1940)
- "Adamant" (1940) - okręt - baza okrętów podwodnych
- "Vindictive" (1940) - ex-krążownik szkolny, okręt - baza niszczycieli
- "Unicorn" (1943) - okręt naprawczy samolotów lotniskowcowych
- "Adventure" (1944) -  ex-stawiacz min, okręt naprawczy barek desantowych
- Brytyjskie okręty przerobione ze standardowych statków handlowych 
  - Okręty do naprawy kadłubów
    - "Beauly Firth" (1945)
    - "Dullisk Cove" (1944)
    - "Mullion Sound" (1945)
    - "Solway Firth" (1944)

  - Okręty do naprawy samolotów
    - "Cuillin Sound" (1945)
    - "Holm Sound" (1944)
    - "Moray Firth" (1945)
- Kanadyjskie okręty przerobione ze standardowych statków handlowych 
  - Okręty do naprawy eskorty
    - "Beachy Head" (1945)
    - "Berry Head" (1945)
    - "Duncansby Head" (1945)
    - "Flamborough Head" (1945)
    - "Mull of Galloway" (1945)
    - "Rame Head" (1945)

  - Okręty do naprawy okrętów desantowych
    - "Buchan Ness" (1945)
    - "Dungeness" (1945)
    - "Fife Ness" (1945)
    - "Girdle Ness" (1945) - okręt do badań nad pociskiem Sea Slug 1956
    - "Dodman Point" (1945)
    - "Hartland Point" (1945)
    - "Spurn Point" (1945)

  - Okręt wsparcia sił obrony wybrzeża
    - "Cape Wrath" (1946)

  - Okręty do naprawy uzbrojenia
    - "Portland Bill" (1945)
- typ Collosus ex- lekkie lotniskowce floty
  - "Perseus" (1944) - okręt naprawczy dla samolotów
  - "Pioneer" (1944) - okręt naprawczy dla samolotów
  - "Triumph" (1964) - okręt naprawczy floty
- "Challenger" (1984)